# Maráthi nyelv
A maráthi nyelv (másként: mahárástra, dévanágari: मराठी marāṭhī) az indoeurópai nyelvcsalád indoiráni alcsaládjának indoárja ágába tartozó nyelv. Elsősorban India középső részének nyugati felén beszélt nyelv. Világszinten kb. 75 millió ember beszéli.
Indián belül Mahárástra államban, továbbá Dadra és Nagar Haveli, Daman és Diu szövetségi területeken hivatalos nyelv. Goa területén is használható hivatalos célokra. Itt kb. másfél millióan beszélik. Jelentős számú ember beszéli Maharastra szomszédos államaiban is, így Madhja Prades, Karnátaka, Ándhra Prades, Chhattisgarh, továbbá Gudzsarát államban is. Világszinten sokan beszélik Mauritiuson, Izraelben, az USA-ban, az Egyesült Emírségekben, a Dél-afrikai Közt.-ban, Szingapúrban, Németországban, az Egyesült Királyságban, Ausztráliában és Új-Zélandon.
Irodalma a 11. század óta indult meg (tudományos próza és költészet).

## Főbbdialektusok
- Ahirani
- Khandeshi
- Konkani (nem ugyanaz a kónkani nyelvvel)
- Manadeshi
- Számavéda
- Thandzsavur Maráthi
- Vadvali
- Varhadi

stb.

## Maráthi kifejezések, szavak
| Írás            | Átírva                     | Magyarul                        |
| --------------- | -------------------------- | ------------------------------- |
| नमस्कार           | Namaskar                   | Üdvözletem                      |
| तुम्ही कसे आहात?     | Kase Tumhī Ahat?           | Hogy vagy? / Örvendek           |
| तू कसा आहेस?       | Te Kasai āhes?             | Hogy van? (Egy férfi)           |
| तू कशी आहेस?       | Te Kasi āhes?              | Hogy van? (A nő)                |
| तुम्हाला भेटून आनंद झाला | Anand bheṭūn Tumhālā Jhala | Örülök, hogy találkoztunk       |
| पुन्हा भेटू          | Punhe bheṭū                | Viszlát. ("Mi még találkozunk") |
| धन्यवाद           | Dhanyavād                  | Köszönöm                        |
| हो               | Ho                         | Igen                            |
| नाही              | Nahi                       | Nem                             |
| कुठे?             | Kuthe?                     | Hol?                            |
| केव्हा?            | Kevha?                     | Mikor?                          |

### Számok 1-től 10-ig
1. Ek एक 

2. don दोन 

3. tin तीन 

4. ch-ar चार 

5. pa-ch पाच 

6. sa-ha सहा 

7. saa-th सात 

8. aa-th आठ 

9. nau नऊ 

10. da-ha दहा

## Fordítás
- Ez a szócikk részben vagy egészben  a   Marathi language című angol Wikipédia-szócikk fordításán alapul.  Az eredeti cikk szerkesztőit annak laptörténete sorolja fel. Ez a jelzés csupán a megfogalmazás eredetét és a szerzői jogokat jelzi, nem szolgál a cikkben szereplő információk forrásmegjelöléseként.
- Ez a szócikk részben vagy egészben  a(z)   Маратхи (язык) című orosz Wikipédia-szócikk fordításán alapul.  Az eredeti cikk szerkesztőit annak laptörténete sorolja fel. Ez a jelzés csupán a megfogalmazás eredetét és a szerzői jogokat jelzi, nem szolgál a cikkben szereplő információk forrásmegjelöléseként.